# Attila
Attila (395 circa – Pannonia, 16 marzo 453) è stato un condottiero e sovrano unno dal 434 fino alla sua morte. Viene considerato come uno dei sovrani più potenti del mondo e della storia tardoantica.
Dall'Europa governò un vastissimo dominio che si estendeva dall'Europa centrale al Mar Caspio, e dal Danubio al Mar Baltico, unificando - per la prima e unica volta nella storia - la maggior parte dei popoli barbarici dell'Eurasia settentrionale (dai Germani orientali agli Slavi agli Ugro-finni). Durante il suo regno divenne il più irriducibile nemico dell'Impero romano (sia per la Pars Occidentalis che per la Pars Orientalis): invase due volte i Balcani, cinse d'assedio Costantinopoli, marciò attraverso la Francia spingendosi fino ad Aurelianum (Orleans), scacciò da Ravenna l'imperatore Valentiniano III (452).
Soprannominato flagellum Dei ("flagello di Dio") per la sua ferocia, si diceva che dove fosse passato non sarebbe più cresciuta l'erba. Il suo nome, altresì, significa in gotico "piccolo padre". Gli studi storici moderni vedono in lui, più un predone che un distruttore insensato. Si racconta che fosse superstizioso, facesse affidamento sulle profezie e si facesse influenzare nelle decisioni in campo militare da indovini e sciamani. Alcune leggende, mai sostenute da elementi concreti, raccontano di sue pratiche cannibalistiche e che avesse mangiato i propri figli Erp ed Eitil, che sua moglie gli servì dopo averli arrostiti nel miele (cosa altamente improbabile considerando che l'ambasciatore e storico Prisco di Panion descrive Attila come un padre affettuoso). Alcuni raccontano che avrebbe avuto numerose mogli e più di cento figli; questa affermazione però viene riferita anche ai sovrani mongoli Gengis Khan e Kublai Khan, causando confusione.
Nonostante il suo impero si fosse disgregato alla sua morte, è diventato una figura leggendaria nella storia europea, che lo ricorda in modo diverso a seconda della zona: guerriero feroce, avido e crudele nell'area al tempo sotto Roma; condottiero impavido e coraggioso nei paesi che facevano parte del suo impero. Attila appare spesso nelle letterature sia germaniche sia scandinave; alcuni racconti lo celebrano come un grande e nobile re ed è il personaggio principale di diverse saghe dell'Europa settentrionale e orientale.

## Biografia

### Origini

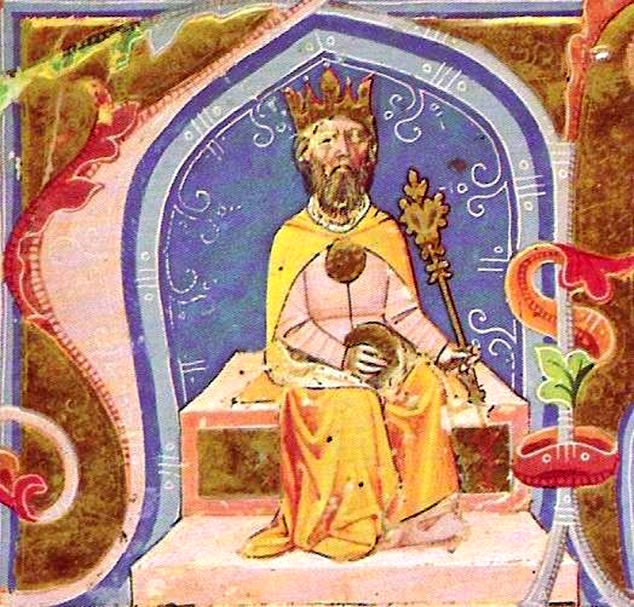
Attila, re degli Unni, come immaginato e rappresentato nel Chronicon Pictum.

Pare che gli Unni europei fossero il tronco occidentale della stirpe degli Xiongnu (Xiōngnú, 匈奴), tribù nomadi antenate dei Turchi, originarie della Cina nord-orientale e dell'Asia centrale, benché la lingua da loro parlata è praticamente ignota se non per nomi isolati, e non si conosce la vera e propria composizione etnica di quella che era effettivamente una grande confederazione di tribù nomadi assai variegate. Gli Unni riuscirono a ottenere la supremazia militare sulle popolazioni rivali, più acculturate e civilizzate, grazie alla loro abilità nel combattimento, alla capacità di spostarsi con una straordinaria facilità e usare armi innovative nei confronti di quelle usate in Europa e Medio Oriente, come l'arco unno.
La data di nascita di Attila si aggira intorno al 395. Perse il padre da bambino. Secondo il costume unno, imparò ad andare a cavallo prima ancora di imparare a camminare, e le cronache indicano come a cinque anni fosse già in grado di combattere con archi e frecce.
All'inizio del V secolo Roma concluse un trattato di pace col re Rua, zio di Attila, in base al quale l'impero doveva pagare un tributo annuale di 160 chili d'oro; inoltre entrambi gli schieramenti si impegnarono a trattenere ostaggi di alto rango come garanzia. Tra gli ostaggi, sembra che vi fu anche Attila, mandato a vivere a Ravenna, nell'Impero Romano d'Occidente, dove imparò il latino.
A vent'anni Attila tornò tra la sua gente partecipando a numerose invasioni scatenate dallo zio Rua. Alla morte di quest'ultimo nel 434, diventò re Bleda, il fratello ventisettenne di Attila, che s'impegnò subito a costruirsi una reputazione di spietato capo militare.

### Divisione del regno

#### Invio dei mercenari a sostegno dell'Impero d'Occidente

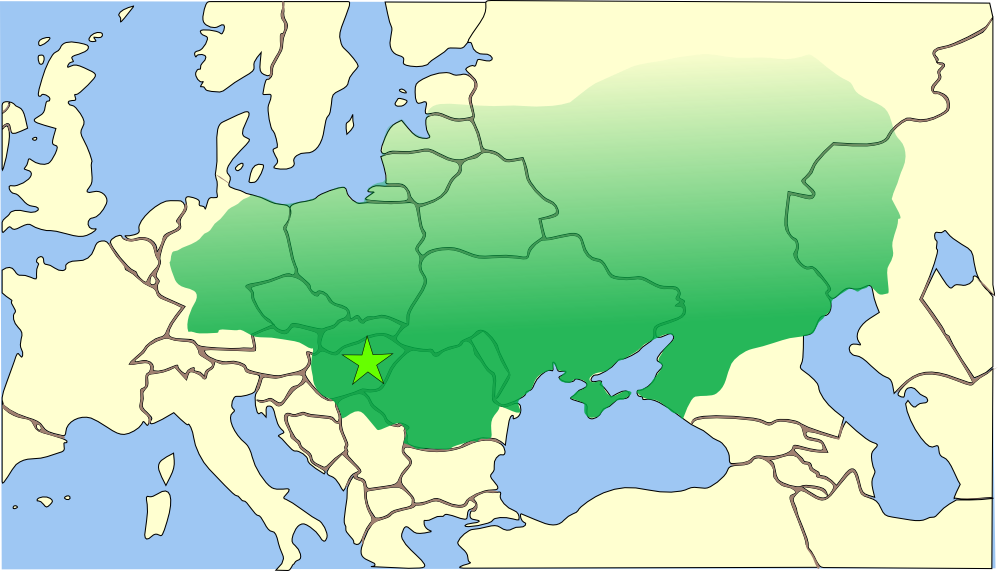
Massima espansione dell'impero unno, 451 circa

Poco tempo dopo la sua ascesa al trono, in condivisione con il fratello Bleda, gli Unni ricevettero, intorno al 435, un'ambasceria da Flavio Ezio, generalissimo dell'Impero romano d'Occidente: i Romani d'Occidente chiedevano agli Unni sostegno militare contro le minacce nella Gallia, ovvero Burgundi, Bagaudi (ribelli separatisti) e Visigoti; in cambio dell'invio di truppe mercenarie in sostegno dell'Impero, gli Unni avrebbero ottenuto dall'Impero le province di Pannonia e Valeria. Gli Unni, trovando conveniente l'accordo, accettarono e nel 436/437 contribuirono alla distruzione del regno dei Burgundi, che ispirò la saga dei Nibelunghi; sempre nel 437 truppe unne arruolate nell'esercito di Litorio, sottufficiale di Ezio, contribuirono alla repressione dei Bagaudi in Armorica e alla sconfitta dei Visigoti alle porte di Narbona, che costrinse i Goti a levare l'assedio: si narra che i vittoriosi Unni facenti parte dell'esercito di Litorio portarono ciascuno alla popolazione affamata un sacco di grano.
L'impiego degli Unni come mercenari di Roma non mancò di provocare polemiche tra gli scrittori cristiani del tempo, in particolare Prospero Tirone e Salviano, vescovo di Marsiglia: tali scritti erano scandalizzati dal fatto che Litorio permettesse agli Unni di fare sacrifici alle loro divinità pagane e per il fatto che alcune bande di Unni saccheggiassero alcune regioni dell'Impero senza alcun controllo, sostenendo che se i Romani avessero perseverato a utilizzare un popolo pagano (gli Unni) contro un popolo cristiano seppur ariano (i Visigoti), avrebbero perso presto il sostegno di Dio. Nel 439 Litorio, dopo alcune vittorie, era arrivato con i suoi Unni alle porte di Tolosa, intenzionato a conquistarla e a sottomettere definitivamente i Visigoti: nella battaglia che ne risultò, però, le sue truppe mercenarie unne subirono una grave sconfitta e fuggirono in disordine, mentre lo stesso Litorio fu catturato e giustiziato pochi giorni dopo. Secondo l'interpretazione religiosa di Salviano, la sconfitta degli arroganti Romani, adoratori degli Unni, contro i pazienti Goti, timorati di Dio, confermava il passo del Nuovo Testamento, secondo cui «chiunque si esalta sarà umiliato, e chiunque si umilia sarà esaltato». La sconfitta di Litorio spinse Ezio a firmare una pace con i Visigoti riconfermante il trattato del 418, dopodiché tornò in Italia, per l'emergenza dei Vandali, che proprio in quell'anno avevano conquistato Cartagine.

#### Accordi di Margus e campagne del 441-442
In quel periodo gli Unni stavano concordando con gli ambasciatori dell'imperatore Teodosio II il ritorno di numerosi fuggiaschi rifugiatisi entro i confini dell'Impero romano d'Oriente. Nell'inverno del 439, Attila e Bleda si incontrarono con i legati imperiali a Margus (l'odierna Požarevac) e, seduti a cavallo secondo l'usanza unna, conclusero un accordo molto vantaggioso con il quale i Romani accettarono non solo di riconsegnare i fuggitivi, ma raddoppiarono anche il tributo in oro, allora pari a 350 libbre romane (circa 114,5 kg), passando quindi a 700 libbre, aprirono i mercati ai commercianti unni e pagarono un riscatto di otto solidi (il doppio del prezzo precedente) per ogni Romano fatto da loro prigioniero. Vennero restituiti anche i figli di Rua, Mama e Atakan, che in precedenza erano fuggiti alla morte del padre presso i romani d'oriente: essi vennero consegnati a Carsum, in Tracia, sul guado del Danubio, e quindi impalati nonostante la loro giovane età dall'altra parte del fiume a causa della loro diserzione. Soddisfatti dell'accordo, gli Unni levarono gli accampamenti dall'impero spostandosi verso i territori interni del continente, forse con l'intento di consolidare e rafforzare il proprio dominio. Accettando questo trattato di pace, i Romani d'Oriente speravano di aver rimosso ogni pericolo di attacco unno dai Balcani, per poter così sguarnire il limes danubiano di truppe per inviarle in Africa a combattere i Vandali, che da poco avevano occupato Cartagine.
Nell'anno successivo, il 440, Genserico, re dei Vandali, invase la Sicilia con una potente flotta. Il timore da parte di Teodosio II che le scorrerie della flotta vandala potessero danneggiare anche l'Impero d'Oriente, oltre che il legame dinastico che lo legava all'Imperatore d'Occidente, il cugino Valentiniano III, lo spinse a inviare, nella primavera del 441, un'immensa flotta di 1 100 navi in Sicilia, sotto il comando di Flavio Areobindo, Ansila e Germano, in vista di uno sbarco in Africa per riconquistare Cartagine. Attila, forse su richiesta del re vandalo Genserico, decise di approfittare dello sguarnimento del limes danubiano cogliendo un pretesto per rompere gli accordi di Margus. Nel 440 fecero di nuovo la loro comparsa sui confini dell'impero sanciti con il trattato aggredendo i mercanti sulla sponda settentrionale del Danubio. Attila e Bleda minacciarono una nuova guerra, asserendo che i Romani non avevano rispettato gli accordi presi e che il vescovo di Margus, nei pressi dell'odierna Belgrado, aveva attraversato il Danubio per saccheggiare e violare le tombe dei re degli Unni sulla riva settentrionale. Passarono il fiume e devastarono le città dell'Illiria e le fortezze, tra cui, secondo lo storico Prisco di Panion, Viminacium. Il vescovo di Margus, il profanatore di tombe che aveva provocato l'ira degli Unni, timoroso per la propria sorte, accettò di consegnare la città di Margus agli Unni in cambio della sua incolumità.
Poiché Teodosio aveva rimosso i baluardi sul fiume dopo la presa di Cartagine da parte di Genserico, re dei Vandali nel 440, e l'invasione dell'Armenia da parte di Yazdgard II della dinastia dei Sasanidi nel 441, nello stesso anno fu facile per Attila e Bleda aprirsi un varco attraverso l'Illiria per raggiungere i Balcani. L'esercito degli Unni, dopo aver saccheggiato Margus e Viminacium, occupò Singidunum (l'attuale Belgrado) e Sirmium (l'attuale Sremska Mitrovica), e poi sospese le operazioni militari. Nel 442 conquistarono Naissus, oggi Niš, con l'uso di arieti e torri d'assedio, equipaggiamenti militari di nuova concezione. Si racconta che quando Attila attaccò e devastò Naissus, le rive del fiume della città si coprirono di un tal numero di cadaveri che a causa del fetore di morte diventò impossibile per chiunque entrare a Naissus per anni e che Attila gongolasse davanti alle gesta di devastazioni compiute dai suoi uomini. Teodosio, allarmato, richiamò allora le truppe dal Nordafrica, ma prima che la flotta tornasse accettò di firmare una pace con gli Unni.
Soddisfatte per un po' le loro pretese, gli Unni fecero ritorno nel loro impero. Secondo Giordane (che riporta quanto riferito da Prisco di Panion), qualche tempo dopo, nel periodo di pace che seguì alla ritirata da Bisanzio, forse intorno al 445, Bleda morì ed Attila divenne l'unico re. Ad ogni modo, Attila con la morte del fratello divenne il capo indiscusso degli Unni e rivolse di nuovo le sue attenzioni verso l'Impero d'Oriente.

### Monarca assoluto

#### Campagne balcaniche del 447

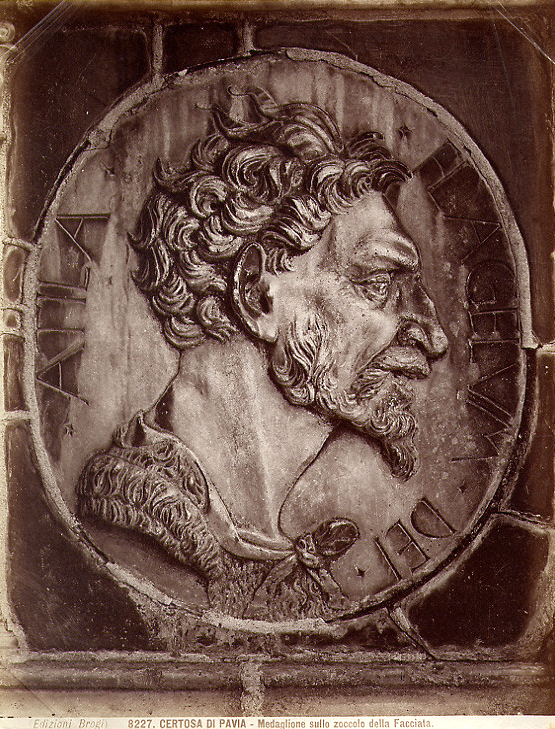
Giovanni Antonio Amadeo, Attila, medaglione sullo zoccolo della facciata, 1491-1499, Certosa di Pavia

Dopo la partenza degli Unni, la città di Costantinopoli attraversò un periodo di gravi calamità sia naturali sia causate dall'uomo: lotte sanguinarie tra le fazioni dell'Ippodromo, epidemie nel 445 e nel 446, quest'ultima a seguito di una carestia; quattro mesi di terremoti che distrussero gran parte delle mura causando migliaia di vittime, e dando origine, nel 447, ad una nuova epidemia, proprio quando Attila, consolidato il suo potere, si mise di nuovo in marcia verso il sud dell'impero attraverso la Mesia. Teodosio II aveva infatti interrotto il versamento del tributo, e di fronte alle proteste di Attila per le 6 000 libbre d'oro di arretrati non versati, si rifiutò di pagarli, causando una nuova offensiva per rappresaglia degli Unni nei Balcani.
L'esercito romano, capeggiato dal magister militum Arnegisclo, lo sfidò sul fiume Utus (attuale Vit) subendo una sconfitta, non senza aver inflitto pesanti perdite. Compiendo razzie lungo il Danubio gli Unni sottomisero i campi militari di Ratiera e si impossessarono di Sardica (Sofia), Philippopolis (Plovdiv), odierna Bulgaria, e Arcadiopolis, nell'odierna Turchia; affrontarono e sconfissero l'esercito romano alle porte di Costantinopoli e soltanto la mancanza di mezzi di combattimento in grado di far breccia nelle mura massicce della città li costrinse a fermarsi.
Gli Unni non trovarono più ostacoli e proseguirono le loro scorribande nei Balcani fino alle Termopili. La stessa Costantinopoli fu salvata dall'intervento del prefetto Flavio Costantino, che coinvolse la cittadinanza nella ricostruzione delle mura abbattute dal terremoto e nella costruzione di alcuni tratti di una nuova linea fortificata davanti alle antiche mura. Ecco un brano del racconto dell'invasione, tratto dalla Vita di San Ipazio di Callinico:
(Callinico, Vita di Sant'Ippazio)
Teodosio ammise la sconfitta ed inviò l'ufficiale di corte Anatolio a negoziare le condizioni di pace, questa volta più pesanti del trattato precedente. L'imperatore acconsentì a cedere oltre 6 000 libbre d'oro romane (1963 kg) come sanzione per non aver rispettato i patti durante l'invasione; il tributo annuale fu triplicato fino a 2 100 libbre d'oro (687 kg) e l'ammontare del riscatto di ogni prigioniero romano aumentò fino a 12 solidi. Come condizione per la pace, Attila pretese inoltre che i Romani continuassero a pagare il tributo in oro e lasciassero libera una striscia di terra che si estendeva per 480 km ad est di Singidunum (Belgrado) e oltre 100 km a sud del Danubio.

#### Tentativo di assassinio
Nel 449 Attila si lamentò perché una parte dei contadini non intendeva evacuare la zona a sud del Danubio larga cinque giorni di viaggio che i Romani dovevano evacuare secondo le condizioni del trattato. Teodosio II decise di inviare un'ambasceria dal re unno, per cercare di convincere il braccio destro di Attila, Onegesio, a intercedere presso il re unno per cercare un compromesso; il motivo segreto per l'invio di un'ambasceria era in realtà complottare l'assassinio di Attila. L'eunuco di corte e consigliere dell'Imperatore, Crisafio, aveva infatti cercato di convincere un inviato di Attila nella capitale, Edicone, a partecipare alla congiura: dopo una cena nella residenza dell'eunuco, Edeco, a cui, insieme ad altri comandanti, era stata affidata la protezione personale di Attila, acconsentì ma ad un prezzo:
(Prisco, Storie)
Si stabilì dunque l'invio di un'ambasceria presso Attila con il pretesto di negoziare sulle richieste dell'Unno, ma in realtà per ricevere istruzioni su come dovevano essere consegnate le 50 libbre d'oro. Lo storico Prisco di Panion partecipò personalmente all'ambasceria e, in un frammento sopravvissuto della sua Storia, descrive accuratamente questo viaggio diplomatico, a cui presero parte almeno tre persone: Massimino, Prisco e l'interprete Vigilas, oltre agli ambasciatori di Attila Edicone e Oreste. Prima della partenza, gli ambasciatori furono avvertiti di non commettere atti che potessero infastidire Attila e provocare un incidente diplomatico, in particolare di tenersi sempre dietro di lui e non piantare mai la propria tenda più in alto della sua. Quando erano giunti ormai in prossimità degli accampamenti, ricevettero dei messi unni che, con atteggiamento ostile, dissero di sapere «già tutto ciò di cui la nostra ambasceria avrebbe dovuto discutere e ci dissero che se non avevamo nient'altro da dire potevamo andarcene subito.» Sfiduciati, gli ambasciatori romani si stavano preparando per la partenza, ma in serata un messaggero di Attila li fermò comunicando loro che Attila aveva cambiato idea e, vista l'ora tarda, li invitava a fermarsi per la notte. Il mattino successivo però arrivò l'ordine da parte del re unno di andarsene, se non avevano nulla di nuovo da comunicargli. Prisco, però, fattosi furbo, contattò uno dei messi di Attila, tale Scotta, promettendogli un premio se fosse stato in grado di convincere il re unno a conceder loro un'udienza, e dicendogli che se era veramente una persona così influente e importante, sarebbe stato un gioco da ragazzi riuscire in quell'impresa. Scotta, persuaso dal discorso di Prisco, riuscì a convincere Attila a concedere un'udienza agli ambasciatori.
Attila, che era stato già informato della congiura dallo stesso Edeco, il quale fin dall'inizio non aveva alcuna intenzione di tradire il suo capo, decise di far finta di esserne ignaro, anche se alluse enigmaticamente alla congiura: quando Massimino gli consegnò le lettere dell'Imperatore «dicendogli che questi augurava salute a lui e al suo seguito», Attila «rispose che i Romani avrebbero avuto ciò che gli auguravano». Attila fu molto ostile con gli ambasciatori, sostenendo che finché i Romani non avessero restituito tutti i fuggiaschi, non avrebbe più concesso loro il diritto di essere ricevuti. Alla risposta dell'interprete, Vigilas, che tutti i fuggiaschi erano stati consegnati, Attila si «arrabbiò ancora di più e lo insultò violentemente, gridandogli che l'avrebbe fatto impalare e divorare dagli uccelli se il fatto di punirlo […] per […] le sue parole sfrontate e senza vergogna non avesse costituito una violazione dei diritti degli ambasciatori». Dopo aver ordinato a Vigilas di ritornare a Costantinopoli per ribadire a Teodosio II la richiesta da parte di Attila di restituire tutti i fuggiaschi unni, Attila dichiarò conclusa l'udienza, ordinando a Massimino di attendere mentre egli scriveva una lettera di risposta all'Imperatore. Subito dopo gli ambasciatori romani, rimasti di stucco per l'atteggiamento ostile di Attila (che nelle precedenti ambascerie, sosteneva Vigilas, era stato cordiale con lui), ricevettero altri ambasciatori unni che proibirono loro di comprare ogni cosa che non fossero generi alimentari fintanto non fossero state soddisfatte le richieste degli Unni.
Mentre Vigilas partì per Costantinopoli, gli altri ambasciatori seguirono Attila in una delle sue residenze in attesa che questi rispondesse per iscritto alle lettere dell'Imperatore e furono ammessi a un banchetto; alcuni frammenti della Storia di Prisco offrono un'immagine reale di Attila in mezzo alle sue numerose mogli, al giullare scita ed al nano moresco, pacifico e sobrio nello splendore della sua corte imperiale:
Prisco citò inoltre: Il pavimento era ricoperto di stuoie di lana su cui camminare.
Una volta che Attila ebbe finito di rispondere per lettera all'Imperatore, gli ambasciatori furono congedati. Mentre tornavano a Costantinopoli, durante il tragitto, Prisco e Massimino incontrarono Vigilas, che stava tornando dall'Unno con lo scopo di portargli la risposta di Teodosio II per quanto riguarda la restituzione dei fuggitivi. Gli Unni, perquisendo Vigilas, gli trovarono addosso 50 libbre d'oro, e gli chiesero a cosa gli servissero dato che per volontà di Attila gli ambasciatori romani potevano comprare solo del cibo e con 50 libbre d'oro si poteva comprare tanto cibo da sfamare un piccolo esercito; quando gli Unni minacciarono di uccidergli un figlio, Vigilas confessò tutto l'intrigo, cadendo nella trappola di Attila, che aveva proibito ai messi romani di comprare tutto ciò che non fosse cibo appunto per impedire a Vigilas di trovare giustificazioni per le 50 libbre d'oro con cui intendeva pagare Edeco per il tradimento. Attila permise a Vigilas di riscattare il figlio al prezzo di 50 libbre d'oro e:
(Prisco, Storia)
Fu in questo periodo, secondo una leggenda raccontata da Giordane, che Attila scoprì la Spada di Marte, e Prisco narra come avvenne la scoperta: «Un pastore vide zoppicare una giovenca del suo gregge e non capendo la causa della ferita, seguì con ansia le tracce di sangue ed alla fine trovò una spada su cui l'animale era inciampato inavvertitamente mentre brucava l'erba; la estrasse dal terreno e la portò subito ad Attila, il quale apprezzò molto il dono e, essendo ambizioso, si convinse di essere stato eletto padrone assoluto del mondo intero e che la spada di Marte gli avrebbe garantito la vittoria in tutte le battaglie.».
Più tardi gli studiosi avrebbero identificato la leggenda come un esempio di culto religioso per la spada, diffuso tra le popolazioni nomadi delle steppe dell'Asia centrale.

### Attila in Occidente

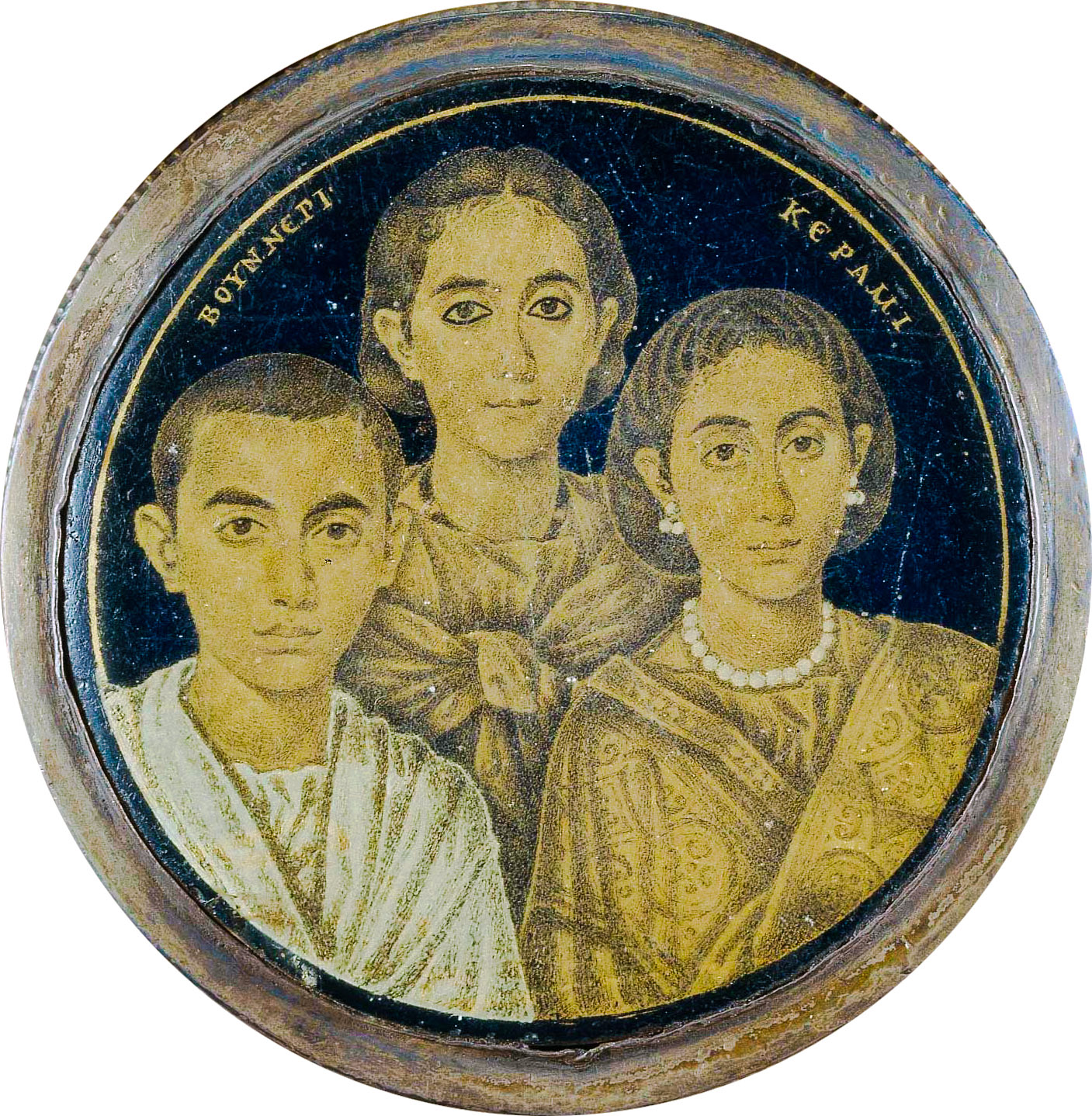
Medaglione in vetro dorato del III secolo, di origine alessandrina, ma tradizionalmente creduto raffigurante Valentiniano III, la madre Galla Placidia e la sorella Giusta Grata Onoria

Già nel 450, Attila aveva proclamato la sua intenzione di attaccare il potente regno dei Visigoti con sede Tolosa, forse influenzato dalle profferte e dalla tattica diplomatica di Genserico, nemico dei Visigoti. In precedenza, c'erano stati buoni rapporti con l'Impero d'Occidente ed il suo governatore di fatto Flavio Ezio, il quale aveva trascorso un breve periodo in esilio tra gli Unni, rapporti confermati dall'invio da parte di Ezio ad Attila di un segretario di nome Costanzo e del dono del giullare Zercone inviato da Attila ad Ezio. L'Impero d'Occidente conferì ad Attila addirittura la carica onorifica di magister militum per le truppe messe a disposizione da Attila contro Visigoti e Burgundi.
Ad ogni modo, Onoria, sorella di Valentiniano, nella primavera del 450 aveva inviato al re degli Unni Attila, una richiesta d'aiuto, insieme al proprio anello, perché voleva sottrarsi all'obbligo di fidanzamento con il senatore Basso Ercolano: la sua non era una proposta di matrimonio, ma Attila interpretò il messaggio in questo senso, ed accettò pretendendo in dote metà dell'Impero d'Occidente. Quando Valentiniano scoprì l'intrigo, fu solo l'intervento della madre Galla Placidia a convincerlo a mandare in esilio, piuttosto che ad uccidere Onoria, e ad inviare un messaggio ad Attila, in cui disconosceva assolutamente la legittimità della presunta proposta matrimoniale. Attila, per nulla persuaso, inviò un'ambasciata a Ravenna per affermare che Onoria non aveva alcuna colpa, che la proposta era valida dal punto di vista legale e che sarebbe venuto per esigere ciò che era un suo diritto.
Nel frattempo, Teodosio II era morto cadendo da cavallo; il suo successore Marciano aveva annullato il tributo agli Unni verso la fine del 450; numerose invasioni da parte degli Unni e di altre popolazioni avevano devastato i Balcani e non c'era quasi niente da saccheggiare. Alla morte del re dei Franchi la lotta tra i due figli per la successione sancì la rottura tra Attila ed Ezio, poiché l'uno dava il suo appoggio al figlio maggiore, e l'altro al figlio minore. Secondo J.B. Bury, quando Attila si mise in marcia verso ovest la sua intenzione era quella di ingrandire il proprio regno, già allora il più forte sul continente, fino all'Oceano Atlantico attraversando la Gallia. Dopo aver radunato i suoi sudditi, Gepidi, Ostrogoti, Rugi, Sciri, Eruli, Turingi, Alani, Burgundi, intraprese la marcia verso occidente prendendo in considerazione un'alleanza con i Visigoti ed i Romani.
Forte di un esercito che si diceva contasse all'incirca 500 000 uomini, il più grande in Europa da duecento anni a quella parte, Attila attraversò la Germania provocando morte e distruzione. Conquistò molte delle grandi città europee, tra cui Reims, Strasburgo, Treviri, Colonia.
Entrati a Divodurum (l'odierna Metz) alla vigilia di Pasqua del 451, gli Unni “diedero alle fiamme la città, passarono gli abitanti a fil di spada e trucidarono i sacerdoti cristiani sui sacri altari”. Seguirono la stessa sorte di Divodurum tutte le città francesi attraversate da Attila. Si salvò Parigi perché mentre si avvicinava alla città Attila ebbe la premonizione che attaccare la capitale sarebbe stato di malaugurio.
Nel frattempo Ezio mosse la controffensiva radunando le truppe tra Franchi, Burgundi e Celti. L'inarrestabile marcia verso occidente convinse Teodorico, re dei Visigoti, ad allearsi con i Romani; i due eserciti raggiunsero insieme Orléans prima di Attila, per tenere sotto controllo e così respingere l'avanzata unna. Ezio inseguì e bloccò gli Unni in una località nei pressi di Chalôn (battaglia dei Campi Catalaunici), dove i due eserciti combatterono una sanguinosissima battaglia, non persa dagli alleati ma non vinta da Attila, che si ritirò oltre il confine.

#### Battaglia dei Campi Catalaunici

Carta storica che descrive l'invasione della Gallia da parte degli Unni nel 451 d.C., e la battaglia dei Campi Catalaunici. Sono mostrati i probabili itinerari, e le città conquistate o risparmiate dagli Unni.

La battaglia di Châlons è stata definita da alcuni storici una delle quindici battaglie più decisive della storia: se avesse vinto Attila, la civiltà Europea per come la conosciamo non sarebbe esistita. Secondo altri storici, invece, la vittoria fu di relativa importanza, perché non colpì Attila al culmine della sua potenza né gli impedì di compiere nuove scorrerie.
La battaglia di Chalôns diventò famosa per la sua violenza. Scorsero fiumi di sangue: si racconta che i soldati assetati furono costretti a bere acqua tinta di rosso. A un certo punto della battaglia Attila credette di essere sul punto di venire sconfitto. Così ordinò che gli fosse preparata la pira funeraria. Tuttavia i Visigoti, comandati da Torismondo, abbandonarono sul campo di battaglia Ezio che così fu costretto a cessare i combattimenti e a ritirarsi. La ritirata dei Romani fu comunque così improvvisa che inizialmente Attila la considerò uno stratagemma di Ezio per attirarlo in trappola, tanto è che invece di attaccare ordinò alle proprie truppe di mantenere una posizione difensiva.
Durante la ritirata Attila non si astenne dal commettere atrocità. Fece massacrare ostaggi e prigionieri. "Duecento giovani fanciulle furono torturate con disumana ferocia: i loro corpi vennero legati a cavalli selvaggi e squartati, le ossa frantumate sotto le ruote dei carri e le membra abbandonate sulle strade in pasto ai cani".

### Invasione dell'Italia e morte

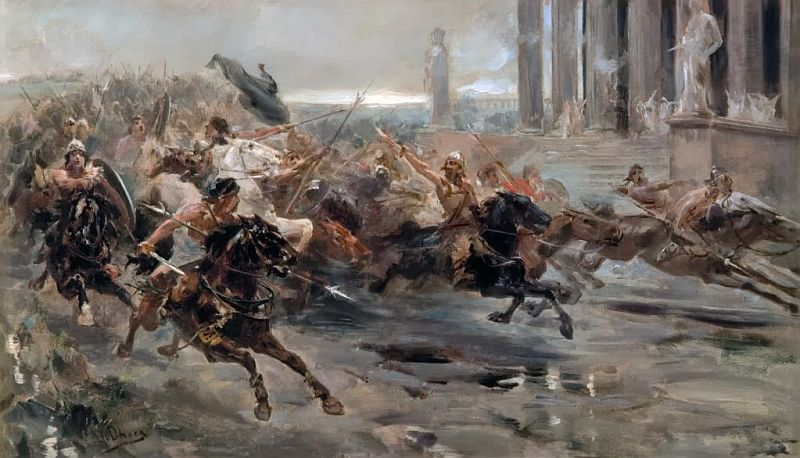
Invasione degli Unni in Italia

Attila tornò in Italia nel 452 per reclamare nuovamente le sue nozze con Onoria. Il suo esercito, composto soprattutto da truppe germaniche, avanzò su Trieste ma venne fermato ad Aquileia, città fortificata di grande importanza strategica: il suo possesso permetteva di controllare gran parte dell'Italia settentrionale. Attila la cinse d'assedio per tre mesi ma inutilmente.

La leggenda racconta che proprio mentre era sul punto di ritirarsi, da una torre delle mura si levò in volo una cicogna bianca che abbandonò la città con il piccolo sul dorso. Il superstizioso Attila a quella vista ordinò al suo esercito di rimanere: poco dopo crollò la parte delle mura dove si trovava la torre lasciata dalla cicogna. Attila poté così impossessarsi della città, che saccheggiò e diede alle fiamme, segnando l'inizio della sua decadenza, ma che non venne rasa al suolo come comunemente si dice.
Si diresse quindi verso Padova, che saccheggiò completamente. Prima del suo arrivo molti abitanti di Padova e di Aquileia cercarono rifugio nella laguna, dove avrebbero poi fondato Venezia. Dopo la presa di Aquileia l'avanzata di Attila fino a Pavia e Milano avvenne senza difficoltà in quanto nessuna città tentò la resistenza, ma tutte aprirono per paura le loro porte all'invasore.
Attila conquistò Milano e si stabilì per qualche tempo nel palazzo imperiale. Famoso è rimasto il modo singolare con cui affermò la propria superiorità su Roma: nel palazzo reale c'era un dipinto in cui erano raffigurati i Cesari seduti in trono e ai loro piedi i principi sciti. Attila, colpito dal dipinto, lo fece modificare: i Cesari vennero raffigurati nell'atto di vuotare supplici borse d'oro davanti al trono dello stesso Attila.

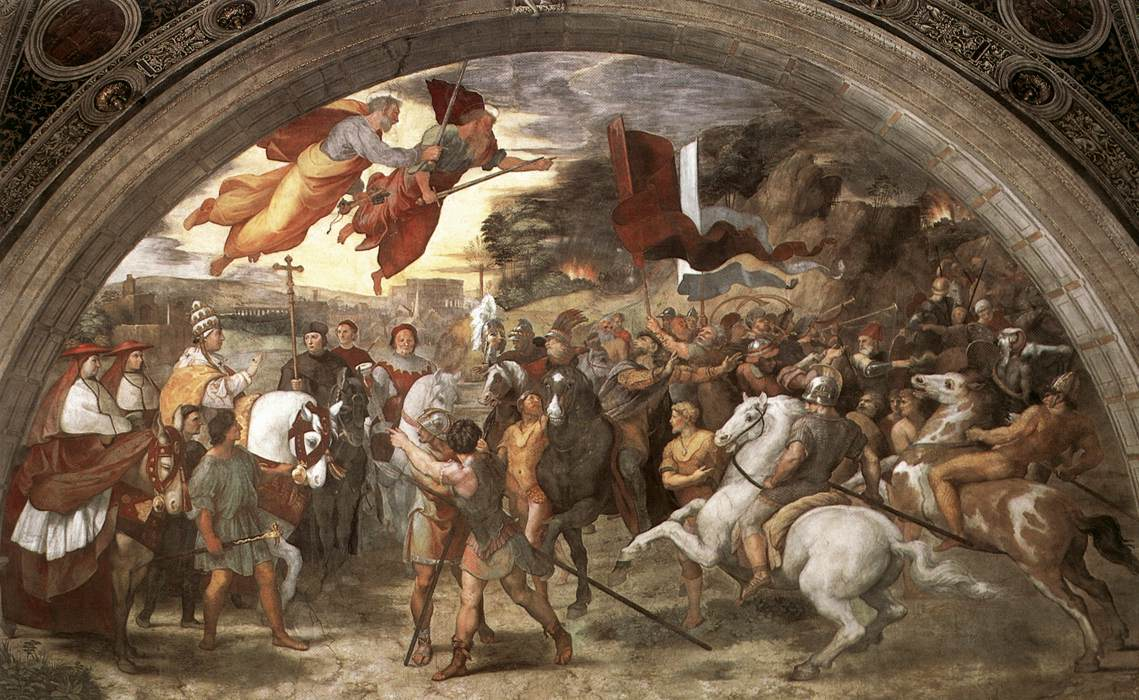
Incontro tra Papa Leone Magno e Attila, affresco del 1514, Stanza di Eliodoro, Palazzi Pontifici, Vaticano

Nel frattempo Valentiniano fuggì da Ravenna a Roma; Ezio rimase sul campo, ma mancava della forza necessaria per ingaggiare battaglia, avendo a disposizione solo poche migliaia di uomini. Era però consapevole che Attila necessitava di grandi quantità di foraggio e di viveri per il suo esercito ed era esposto ad epidemie; inoltre confidava nelle manovre dell'esercito che Marciano stava convogliando sul Danubio per chiudere la ritirata agli Unni.
Attila si fermò finalmente sul Po, in una località tramandata col nome di "Ager Ambulejus", dove incontrò, nell'attuale Governolo, frazione di Roncoferraro sulle rive del Mincio, un'ambasciata formata dal prefetto Trigezio, il console Avienno e papa Leone I (la leggenda vuole che proprio il papa abbia fermato Attila mostrandogli il crocifisso).
Dopo l'incontro Attila tornò indietro con le sue truppe senza pretese né sulla mano di Onoria, né sulle terre in precedenza reclamate. Sono state date diverse interpretazioni della sua azione. La fame e le malattie che accompagnavano la sua invasione potrebbero aver ridotto la sua armata allo stremo, oppure le truppe che Marciano mandò oltre il Danubio potrebbero avergli dato ragione di retrocedere, o forse entrambe le cose sono concausali alla sua ritirata. Prisco riporta che la paura superstiziosa della fine di Alarico - che morì poco dopo aver saccheggiato Roma nel 410 - diede all'Unno una battuta di arresto. Prospero d'Aquitania dice che il papa, aiutato da San Pietro apostolo e San Paolo di Tarso, lo convinse a girare al largo della città. Vari storici hanno supposto che l'ambasciata portasse un'ingente quantità d'oro al sovrano unno e che lo abbia persuaso ad abbandonare la sua campagna, e questo sarebbe stato perfettamente in accordo con la linea politica generalmente seguita da Attila, cioè di chiedere un riscatto per evitare le incursioni unne nei territori minacciati.

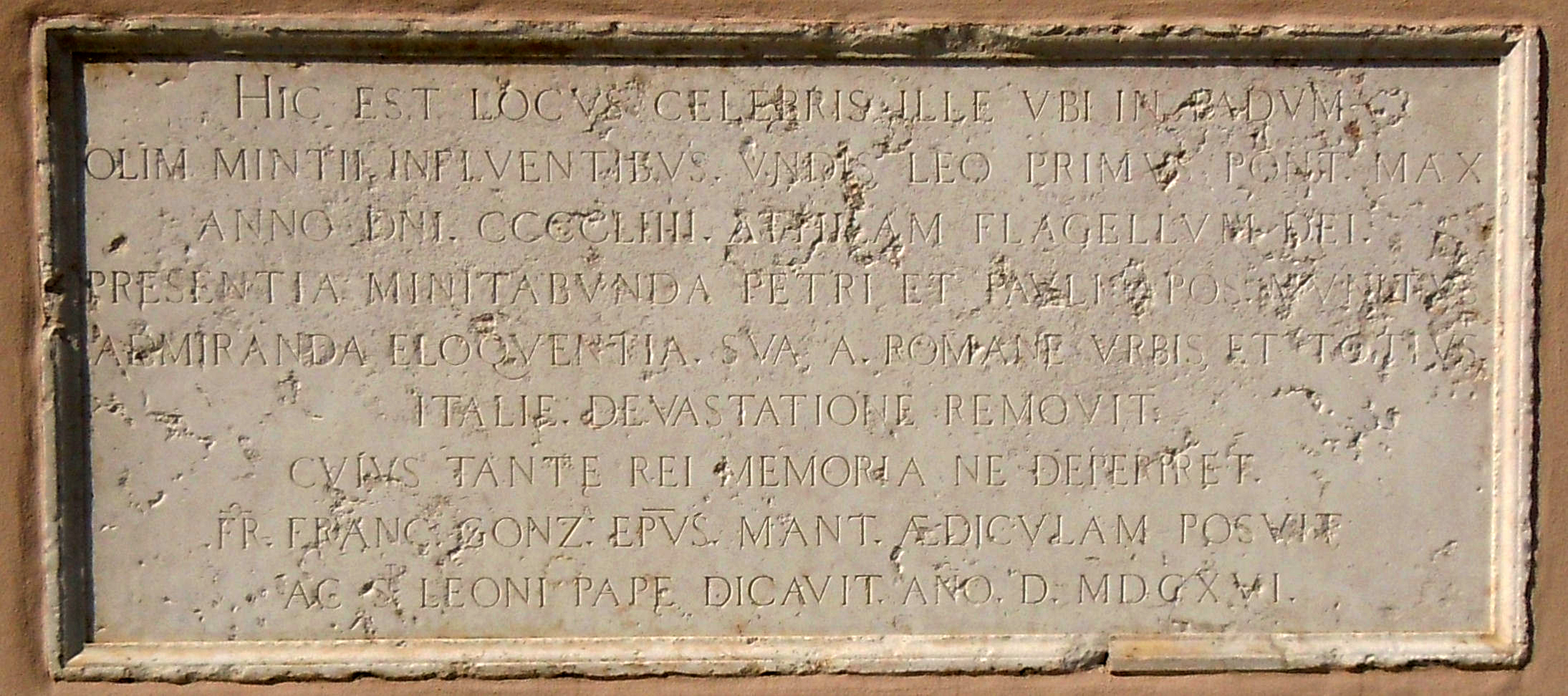
Governolo di Roncoferraro: la lapide che ricorda lo storico incontro tra Papa Leone I ed Attila posta sul muro orientale della corte San Leone Magno..

Quali che fossero le sue ragioni, Attila lasciò l'Italia e ritornò al suo palazzo attraverso il Danubio. Da lì pianificò di attaccare nuovamente Costantinopoli e reclamare il tributo che Marciano aveva tagliato. Comunque, morì nei primi mesi del 453; la tradizione, secondo Prisco, dice che la notte dopo un banchetto che celebrava il suo ultimo matrimonio (con una pannonica di nome Krimhilda, poi abbreviato in Ildico (in ungherese Ildikó), un nome che porta un antroponimo germanico, in quanto hilde significa "combattimento"), egli ebbe una copiosa epistassi e morì soffocato. Una teoria alternativa prova a spiegare la tradizione dell'"epistassi" con una ipotesi di morte più credibile, probabilmente provocata da emorragia interna, più precisamente di natura digestiva.
I suoi guerrieri, dopo aver scoperto la sua morte, si tagliarono i capelli e si sfregiarono con le loro spade in segno di lutto così che, dice Giordane, "il più grande di tutti i guerrieri dovette essere pianto senza lamenti femminili e senza lacrime, ma con il sangue degli uomini". Fu seppellito in un triplo sarcofago d'oro, argento e ferro con il bottino delle sue conquiste e il corteo funebre fu ucciso per mantenere segreto il suo luogo di sepoltura. Secondo le leggende ungheresi il sarcofago si trova tra il Danubio e il Tibisco, in Ungheria. Dopo la sua morte, continuò a vivere come figura leggendaria: i personaggi di Etzel nella Saga Nibelunga e di Atli nella Saga Volsunga e nell'Edda poetica sono (seppur in maniera vaga e decisamente alterata) basati sulla sua vita.
Una storia alternativa della sua morte, registrata per la prima volta ottant'anni dopo il fatto dal cronista romano il Conte Marcellino, riporta: Attila rex Hunnorum Europae orbator provinciae noctu mulieris manu cultroque confoditur ("Attila, re degli Unni e devastazione delle province d'Europa, fu trafitto a morte dalla mano e dalla lama di sua moglie"). La Volsunga saga  e l'Edda Poetica raccontano che Re Atli morì per mano di sua moglie Gudrun. La maggioranza degli studiosi rifiuta comunque queste versioni come racconti leggendari, preferendo invece la versione data da Prisco di Panion, contemporaneo di Attila.
I suoi figli Ellak (il successore designato), Dengizico ed Ernakh combatterono per la successione e, divisi, furono sconfitti e dispersi l'anno seguente nella Battaglia di Nedao (in Pannonia). L'impero di Attila non sopravvisse al suo fondatore.

## Aspetto, carattere e nome

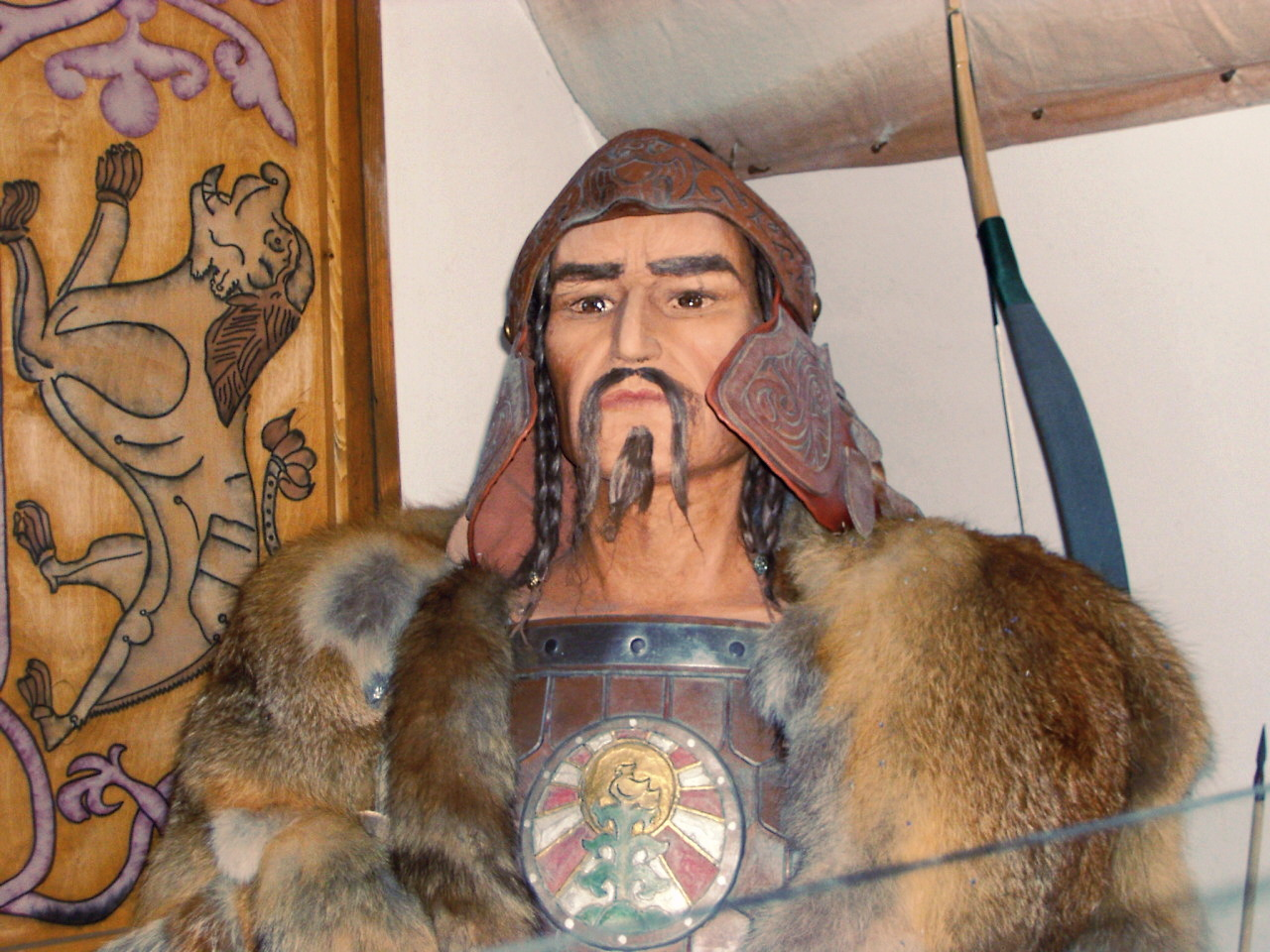
Ricostruzione di Attila in un museo ungherese

La fonte principale di informazioni su Attila è Prisco di Panion, uno storico che viaggiò con Massimino in un'ambasciata mandata da Teodosio II nel 448. Egli descrive il villaggio che i nomadi Unni hanno costruito e in cui si sono insediati come una grande città dalle solide mura di legno. Descrisse lo stesso Attila così:
L'aspetto fisico di Attila e dei suoi unni era probabilmente di tipo asiatico (orientale o mongolo), o forse affine alle popolazioni turche centro-asiatiche. Comunque, probabilmente possedeva tipici lineamenti orientali, ancora sconosciuti agli europei, e questi quindi lo descrissero spesso con termini amari.
Attila è conosciuto nella storia occidentale e nella tradizione come il "Flagello di Dio", e il suo nome è diventato sinonimo di brutalità e barbarie; a questa fama può aver contribuito il fatto che la sua figura sia stata nel tempo assimilata a quella di altri condottieri della steppa: Mongoli come Gengis Khan e Tamerlano, noti come signori della guerra abili in combattimento, feroci e sanguinari, e dediti al saccheggio; la figura di Attila, in realtà, è più complessa.
Gli Unni all'epoca di Attila avevano avuto modo di interagire con la civiltà romana, principalmente tramite i Germani che abitavano al confine tanto che Prisco, all'epoca dell'ambasciata di Teodosio nel 448, identificò il gotico, l'unno ed il latino come i tre principali idiomi del popolo di Attila. Prisco riferisce anche di un suo incontro con un prigioniero romano che si era così integrato nello stile di vita degli Unni da non voler più ritornare a casa, ed il resoconto che lo storico fa di Attila, della sua semplicità ed umiltà è chiaramente intriso di ammirazione.
Il contesto storico in cui Attila visse fu determinante per la sua immagine pubblica, così come si venne a creare in seguito: nell'epoca di declino dell'Impero d'Occidente i suoi conflitti con Ezio (spesso chiamato "l'ultimo dei Romani") uniti alla esoticità della sua cultura, favorirono l'immagine del barbaro feroce e nemico della civiltà che è stata rappresentata in seguito in innumerevoli opere d'arte. Le saghe epiche in cui egli appare ci danno invece un'immagine più sfumata: un nobile e generoso alleato, come l'Etzel dei Nibelunghi, o il crudele Atli della Saga Volsunga e dell'Edda poetica. Alcune storie nazionali comunque lo dipingono sempre in modo positivo: in Ungheria i nomi di Attila e della sua seconda moglie Ildikó sono tuttora comuni. Sullo stesso piano si inserisce l'opera A láthatatlan ember (pubblicata in inglese come Slave of the Huns) dell'autore ungherese Géza Gárdonyi, ampiamente basata sull'opera di Prisco, che fornisce un'immagine di Attila come capo saggio ed amato.
Il nome "Attila" sarebbe, secondo alcuni, di origine germanica. "Attila" in lingua gota (i Goti partecipavano alla confederazione di genti guidata da Attila) significherebbe "piccolo padre" (atta: "padre" più il suffisso diminutivo -la) ed "Attila" fu un nome usato dai germani. Questo fatto mostra l'alto livello di matrimoni interetnici anche tra i nobili unni. Lo stesso Uldino, re degli Unni prima di Attila, aveva un nome germanico.

## Il mistero del sepolcro di Attila
Della tomba di Attila si persero le tracce già in epoca del tardo impero romano. D'altronde è verosimile il racconto di Prisco (ripreso secoli dopo da Giordane e da Paolo Diacono) secondo cui il grande condottiero e sovrano unno fu sepolto in una tripla bara (l'interna d'oro massiccio, d'argento massiccio l'intermedia e di ferro l'esterna) a simboleggiare che le ricchezze furono da lui conquistate con la guerra. La sepoltura avvenne in una notte di novilunio, facilmente quella di giovedì 26 marzo, in una radura (o in una brughiera) immersa nella bruma, non in un tumulo, come consuetudine di quel popolo, ma in una semplice fossa, di cui non sarebbe rimasta traccia visibile già una settimana dopo, anche a causa della tradizione dei nomadi uralo-altaici di calpestare più volte il terreno di sepoltura con la cavalleria allo scopo di compattare il terreno e di favorire la ricrescita del manto erboso.
Verosimile è pure il fatto che la fossa fosse stata scavata dagli schiavi, così come la deposizione del cadavere e del corredo funebre di favoloso valore sarebbe stata opera loro e che le quattro guardie, incaricate di sorvegliare il buon esito del funerale, avrebbero al termine eliminato questi scomodi testimoni e sarebbero esse stesse state epurate al loro rientro alla reggia, appunto perché fosse mantenuto il segreto totale circa l'ubicazione della sepoltura. Prisco -al proposito- scrive che "... Un silenzio di morte avvolse allo stesso tempo la salma deposta e coloro che la deposero..."
Il sepolcro sarebbe prossimo ad un importante corso d'acqua, come nella tradizione religiosa unna (Prisco attestò che il corso del fiume venne deviato sulla sepoltura). Secondo Silvia Blason Scarel alcuni fiumi potrebbero essere quelli indicati da Prisco ove riposa tuttora il corpo di Attila. Meno probabile di tutte le localizzazioni è quella che vede l'alto Isonzo presso Tolmino, nell'attuale Slovenia Occidentale. Più probabili risultano essere il medio Tibisco, in Ungheria, perché non lontano Attila aveva eretto la sua capitale, e la confluenza tra i fiumi Mura e Drava, nella Croazia orientale, che, seppur lontano dalla reggia di Attila e prossima al confine dell'Impero romano d'Occidente, potrebbe appunto esser stata scelta per la sua lontananza.
Il folklore sloveno s'è impadronito – col trascorrere dei secoli – della leggenda della tomba di Attila, tanto che si narra che, ogni notte, lo spettro del re Unno - nel cuore della notte - con le sembianze da demonio - arriva e sosta nei pressi del suo sepolcro e si mette a disseppellire le monete del suo tesoro ed a contarle per accertarsi che la sua tomba non sia stata violata e che il tesoro sia rimasto integro. Nell'estate del 1959 gli archeologi ungheresi scoprirono una ricca sepoltura unna presso il Tibisco ed i giornali di mezzo mondo riportarono la scoperta della tomba di Attila. L'esame al radiocarbonio, però, escludeva la veridicità di quanto affermato a mezzo stampa, essendo la tomba in questione databile intorno al 415 d.C., cioè di quasi quarant'anni precedente alla data della morte del "Flagello di Dio". Più recentemente - nel 2023 - nel sud - est della Romania, vicino alla città di Mizil, è stata trovata una tomba ricca di un guerriero con il suo cavallo, armi e oggetti preziosi. La tomba risale al V secolo d.C., periodo in cui la regione era sotto il controllo degli Unni. Alcuni archeologi hanno ipotizzato che questa tomba potesse essere quella di Attila, il re degli Unni, data la ricchezza degli oggetti e il periodo storico. Ciò nonostante, non ci sono prove concrete che colleghino tale ritrovamento alla tomba del re degli Unni, nel senso che non ci sono prove definitive che colleghino questa tomba specifica ad Attila, e gli studiosi sono cauti nel trarre conclusioni affrettate.

## Luoghi e memorie legate ad Attila
Attila è ancora oggi celebrato come una persona di rilievo in molti paesi d'Europa come l'Ungheria, l'Islanda e la Scandinavia, dove vengono ancora oggi nominati neonati e strade alla memoria del grande capo barbarico.
Luoghi legati ad Attila:
- Budapest, Óbuda, "Castello di Attila" (l'"Etzelen Bürge" del ciclo dei Nibelunghi, detto anche "Ecilburg"), resti[33].
- Una leggenda attribuisce ad Attila la creazione del colle posto al centro della città di Udine, fatto costruire dai suoi soldati per ammirare l'incendio di Aquileia.
- Gli è stato dedicato un asteroide, 1489 Attila[34].

## Nella cultura di massa

### Attila nella letteratura

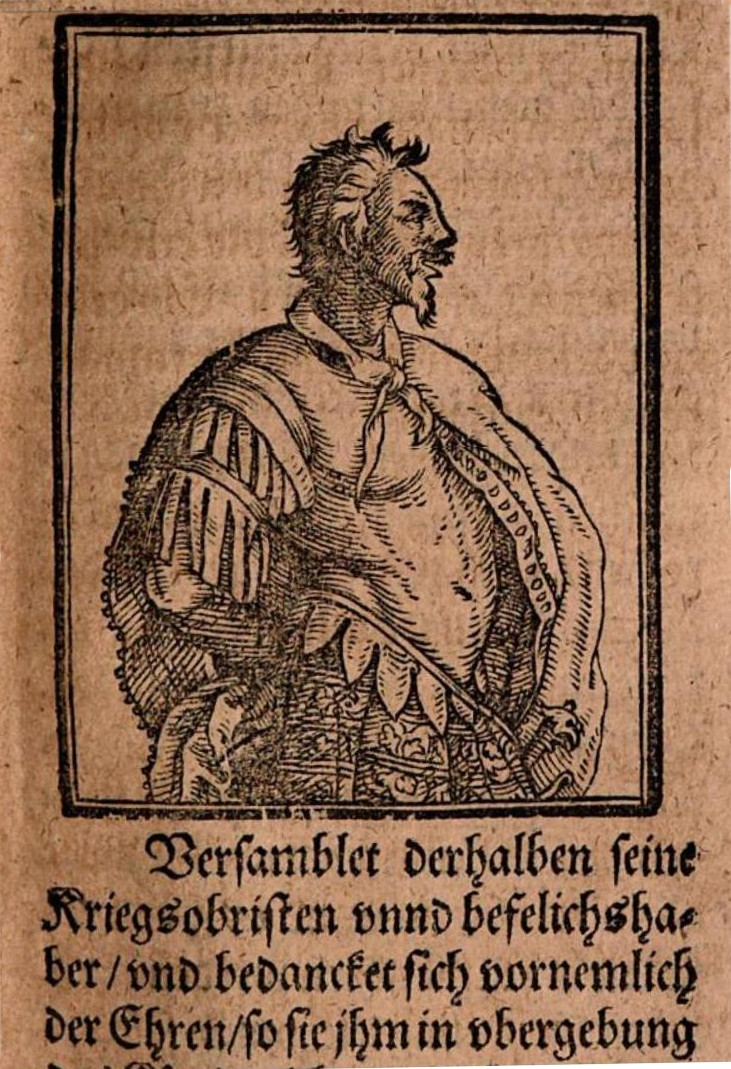
Rappresentazione del XVII secolo di Attila

- L'opera più nota in cui compare come personaggio è il Nibelungenlied ("il Canto dei Nibelunghi"), in cui è chiamato Etzel (la sua figura si fonde con quella del generale Romano Ezio), ed in cui diventa il secondo marito di Crimilde, che lo sfrutta per vendicare l'uccisione del primo marito Sigfrido. In un banchetto-tranello, gli Unni di Attila uccideranno tutti i Burgundi.
- Nella letteratura scandinava Attila è presente nel poema epico norreno La ballata di Hloth e Anatyr, in cui è indicato come Hotli e nella più ampia Saga di Hervoir, in cui sono riproposte le nozze con Gudrun (o Crimilde)[35]. Attila è figura importante anche nei carmi eroici che concludono l'Edda poetica.
- In molti testi medievali relativi a sant'Orsola, non solo agiografici, è Attila il capo unno che fa uccidere la principessa e le sue compagne a Colonia [36]. Oggi però si ritiene che l'eccidio sia avvenuto nel 385, ad opera di altri Unni, vissuti quindi prima di Attila.
- Nel Dracula di Bram Stoker, il personaggio principale, durante un dialogo con Jonathan Harker afferma di essere un discendente di Attila.
- La figura di Attila è anche al centro del romanzo storico Attila The Hun dello scrittore tedesco Louis de Wohl, pubblicato in italiano con il titolo Attila. La tempesta dall'Oriente.
- In Italia è incentrato su Attila un poema di Rocco degli Ariminesi.
- Egli appare nel canto XII dell'Inferno dantesco, tra i violenti contro il prossimo, come esempio di tiranno che danneggia uomini e beni: «Quell'Attila che fu flagello in terra».
- Vanno ricordati due testi teatrali incentrati sulla figura del condottiero unno: Attila, Re degli Unni (1667) di Pierre Corneille e Attila (1808) di Zacharias Werner.
- Anche le saghe slave citano Attila. In particolare, molto spesso la sua figura è presente nell'epopea slovena. Le leggende sostengono tra l'altro che praticasse il cannibalismo e che avesse mangiato i propri figli Erp ed Eitil, che sua moglie gli servì dopo averli arrostiti nel miele la fatale notte in cui morì. Il folklore sloveno s'è impadronito anche della leggenda della tomba di Attila, tanto che si narra che, ogni notte, lo spettro del re unno, con le sembianze da demonio, arrivi e sosti nei pressi del suo sepolcro e si metta a disseppellire le monete del suo tesoro ed a contarle per accertarsi che la sua tomba non sia stata violata e che il tesoro sia rimasto integro[37].

### Attila nella cinematografia

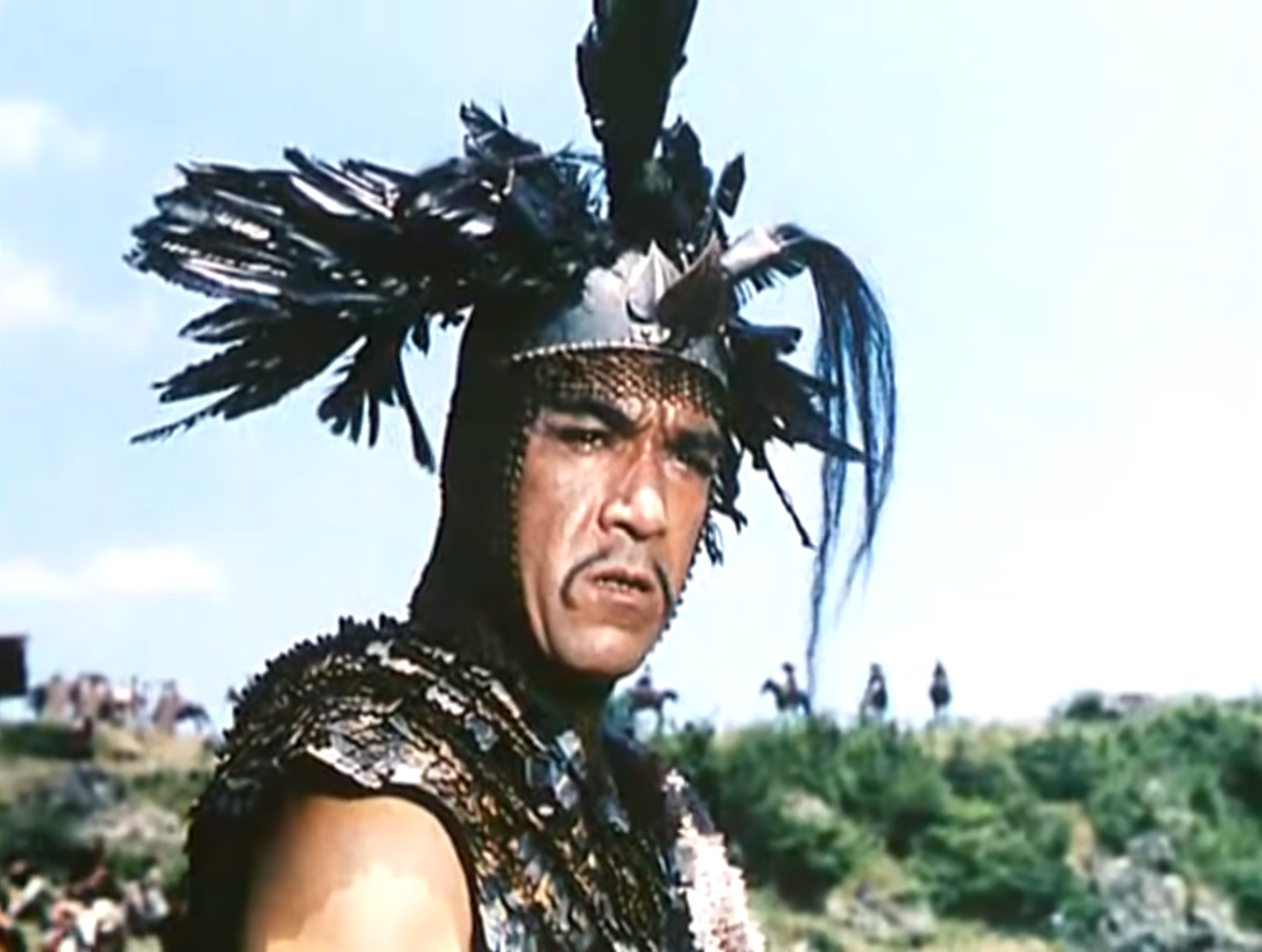
Il re barbaro interpretato da Anthony Quinn nel film del 1954.

- Attila - film del 1918 diretto da Febo Mari.
- Attila - film del 1954 diretto da Pietro Francisci, con Anthony Quinn (nel ruolo di Attila), Ettore Manni e Sophia Loren.
- Il re dei barbari - film del 1954 diretto da Douglas Sirk, con Jeff Chandler e Jack Palance (nel ruolo di Attila).
- La tecnica e il rito - film del 1971 diretto da Miklós Jancsó, con Jozsef Madaras, Adalberto Maria Merli, Brizio Montinaro, Sergio Enria.
- Attila flagello di Dio - film parodistico del 1982 diretto da Castellano e Pipolo con Diego Abatantuono.
- Una notte al museo - film fantastico del 2006, dove Attila (interpretato dall'attore Patrick Gallagher) tenta di uccidere il protagonista Larry Daley.

### Attila nella musica
- Attila - opera lirica di Giuseppe Verdi (libretto di Temistocle Solera, poi rivisto da Francesco Maria Piave, basato sull'omonimo testo teatrale di Zacharias Werner).
- Attila e la stella - brano di Antonello Venditti dall'album Lilly del 1975.
- Attila - album di Mina del 1979.
- Attila - gruppo musicale.
- Il 12 ottobre 2010 i Pooh hanno presentato il loro nuovo album Dove comincia il sole. In particolare la canzone L'aquila e il falco sottolinea molti riferimenti al personaggio di Attila, nonostante il suo nome non sia mai espressamente pronunciato. La canzone tratta principalmente del rapporto tra Attila e la Morte; Lei, una donna bellissima nel cui corpo "non c'è sangue", Lui, il "flagello di Dio", che non vuole abbandonare la vita. La canzone termina con la decisione della Morte di concedergli altro tempo, conscia che all'ultimo assalto sarà Lei ad avere la meglio.

### Attila nei videogiochi
- Appare innanzitutto in The Conquerors, espansione dello strategico in tempo reale Age of Empires, e più di preciso nella campagna unna.
- Appare inoltre nello strategico misto Total War: Attila.
- È anche il leader della civiltà unna in Civilization V: Gods and Kings.
- È, anche se trasformato in donna, un servant in Fate/Grand Order e Fate/Extella (e anche in altri giochi del franchise Fate).
- Appare in Dante's inferno, vicino al fiume Flegetonte.

### Attila in televisione
- Nella localizzazione italiana della serie animata The Super Mario Bros. Super Show! del 1989, il personaggio di Bowser viene chiamato Re Attila.
- Attila, l'unno - miniserie televisiva del 2001, diretta da Dick Lowry, con Powers Boothe, Tim Curry, Simmone Jade Mackinnon, Gerard Butler, Reg Rogers. L'opera vede lo scontro fra due mondi e due uomini che li hanno rappresentati, incarnandone lo spirito e i supremi valori: Attila re degli Unni e il generale romano Flavio Ezio.

### Attila nel giornalismo
- Il 15 settembre 2022, su una pubblicazione di Sky TG24, viene definito <<probabilmente il più feroce barbaro mai esistito>>.[38]